# Melchior Yvan
Pour les articles homonymes, voir Yvan.
Melchior Honoré Yvan est un homme politique français né le 6 mars 1806 à Digne-les-Bains (Alpes-de-Haute-Provence) et décédé le 15 avril 1873 à Carros (Alpes-Maritimes).

## Biographie
Médecin en 1835, il exerce à Digne, puis devient professeur d'histoire naturelle à Marseille. Médecin de la mission Lagrené, en Chine, il est député des Basses-Alpes de 1849 à 1851, siégeant avec la gauche modérée. C'est chez lui que se tint une réunion de députés hostiles au coup d’État du 2 décembre 1851. Exilé à Bruxelles, il rentre à Paris en 1854. Il entre au cabinet du prince Napoléon, alors ministre de l'Algérie, puis devient inspecteur de l'imprimerie et de la librairie.